# Sonata per pianoforte n. 1 (Chopin)
La Sonata per pianoforte n. 1 in Do minore, op. 4 è la prima delle tre sonate composte da Fryderyk Chopin. Opera giovanile, fu scritta fra il 1827 e il 1828.

## Storia
Chopin, ancora studente di composizione con Józef Elsner al secondo anno della Scuola Superiore di Musica di Varsavia, scrisse fra il 1827 e il 1828 la sua prima sonata per pianoforte con l'intenzione di far notare al suo insegnante, a cui la composizione è dedicata, quanto egli fosse ormai avanzato nello studio. Quasi certamente Chopin scrisse il suo lavoro concordando i punti salienti con il maestro, in particolare discusse con lui di alcune innovazioni che, ai tempi, non sarebbero state permesse in una sonata classicamente intesa.
Il giovane musicista aveva giustamente a cuore far pubblicare la sua composizione per cui, già alla fine del 1828, spedì una copia manoscritta a Vienna all'editore Tobias Haslinger, ma, poiché Chopin non era ancora noto nell'ambiente musicale, l'opera venne messa da parte e poi accantonata. Circa dieci anni più tardi la casa editrice stampò un'edizione di prova della Sonata, inviandola a Chopin per eventuali modifiche; il musicista, pensando di dover rielaborare molte cose nella partitura, ritenendola piena di difetti, non accettò la stampa e non invio più alcuna copia modificata all'editore. In seguito però alcune copie furono fatte girare privatamente e quando il compositore lo venne a sapere si inquietò molto. La Sonata op. 4 venne pubblicata postuma, nel 1851, da Karl Haslinger, erede di Tobias.

## Struttura e analisi
1. Allegro maestoso (do minore)
2. Minuetto (mi bemolle maggiore)
3. Larghetto (la bemolle maggiore)
4. Finale. Presto (do minore)

Anche se può essere senz'altro considerata un'opera minore, è comunque importante avvicinare questa composizione alle due sonate successive per poter riscontrare alcuni rimarchevoli elementi nello sviluppo del linguaggio del musicista. Franz Liszt, dicendo che nelle sonate di Chopin vi fosse "più volontà che ispirazione", probabilmente si riferiva alla Sonata op. 4; dietro l'intento di realizzare una composizione di grande spessore secondo le regole classiche, era evidente che l'inesperienza giovanile poneva dei limiti che sono presenti nei temi non molto incisivi e coinvolgenti e in uno sviluppo troppo lungo ed elaborato. Le novità introdotte nella sonata da Chopin, concordate con Elsner, sono però notevoli. Il primo movimento che presenta un solo tema, l'inconsueto tempo in 5/4 del Larghetto, un ampio uso del cromatismo, che è presente in tutta la composizione, ne fanno, per l'epoca, un'opera al di fuori dagli schemi e all'avanguardia.
Primo movimento. Allegro maestoso. Il brano si presenta in forma-sonata, ma la scrittura appare ancora un po' approssimativa; l'insolita mancanza di un secondo tema in contrapposizione al primo, priva la costruzione della sonata del suo aspetto centrale; il passaggio di tonalità dal Do minore iniziale al Si bemolle minore nella ripresa smorza però, parzialmente, quella che può essere una mancanza di veri contrasti.
Secondo movimento. Minuetto. Non contando quello presente nello Studio in Re bemolle maggiore del 1839, questo è l'unico minuetto scritto da Chopin. Il musicista probabilmente lo ha introdotto per dare un sapore "classico" alla sua sonata, anche se poi, a ben ascoltare, il ritmo assomiglia molto di più a quello di un valzer. La forma tripartita contiene regolarmente nella sezione centrale il Trio, in Mi bemolle minore; il brano è molto piacevole e presenta alcuni spunti che preannunciano quelle che saranno le composizioni più mature del musicista.
Terzo movimento. Larghetto. Scritto nel tempo insolito di 5/4, il brano è simile a un notturno di cui ha tutta l'atmosfera romantica con in più una sensazione di spaesamento e di esitazione.
Quarto movimento. Finale, Presto. L'ultimo tempo, il più lungo fra quelli conclusivi delle tre sonate, presenta elementi di virtuosismo un po' eccessivo e ostentato.

## Discografia
Indubbiamente la meno incisa delle tre, la Sonata op.4 conta almeno tre incisioni fra i grandi pianisti: Vladimir Ashkenazy per la Decca Records, Nikita Magaloff per la Philips Classics Records e Lilya Zilberstein per la DGG. Sia Ashkenazy che Magaloff hanno registrato l’integrale dell’opera pianistica di Chopin. Tra le più recenti, quella del pianista Norvegese Leif Ove Andsnes per la Erato.